# Lonnie Harrell
Lonnie Harrell (ur. 11 listopada 1972 w Waszyngtonie) – amerykański koszykarz, występujący na pozycjach rzucającego obrońcy oraz niskiego skrzydłowego.
W sezonie 1991/92 reprezentował barwy Georgetown Hoyas wspólnie z Alonzo Mourningiem.
Od 2002 roku rozpoczął występy w trasie streetballowej And 1 Mixtape Tour. Firma And 1 zaoferowała mu kontrakt po tym, kiedy zdobył 55 punktów podczas jednego ze spotkań w nowojorskim Riverside Parku. Całą trasę relacjonowano co sezon (2002–2008) w stacji ESPN2, emitując 30-minutowe odcinki programu – Street Ball: The AND 1 Mix Tape Tour, podsumowujące rywalizacje w każdym z miast touru. Stał się rozpoznawalny pod pseudonimem Prime Objective, który został mu nadany przez MC nowojorskich rozgrywek EBC (Entertainers Basketball Classic) w Rucker Parku –  Hannibala.
W trakcie swojej kariery zaliczył obozy kilku zespołów NBA tj.: Orlando Magic, New Jersey Nets, Philadelphia 76ers, Milwaukee Bucks, Washington Wizards, Miami Heat. Brał też udział w wielu programach telewizyjnych oraz reklamach.
Jego postać można znaleźć w grze komputerowej AND 1 Streetball (2006 – PlayStation 2, Xbox).

## Osiągnięcia
NCAA
- Uczestnik turnieju NCAA (1992)
- Mistrz sezonu regularnego konferencji Big East (1992)

Indywidualne
- Zaliczony do:
  - I składu debiutantów USBL (1996)[6]
  - II składu IBA (1999)
  - składu honorable mention All–D-League (2003)[7]